# Kållerstads landskommun
Kållerstads landskommun var en tidigare kommun i Jönköpings län.

## Administrativ historik
Den 1 januari 1863 började kommunalförordningarna gälla och då inrättades cirka 2 500 kommuner (städer, köpingar och landskommuner), tillsammans täckande hela landets yta.
I Kållerstads socken i Västbo härad i Småland inrättades då denna kommun. Landskommunen uppgick 1952 i Reftele landskommun som sedan 1974 uppgick i Gislaveds kommun.

## Politik

### Mandatfördelning i Kållerstads landskommun 1946
| 5 | 10 |

| 13 |